# Eva Bacharach
Eva Bacharach (* um 1580 in Prag; † 1652 in Sofia) war eine jüdische Hebraistin.
Sie war die Tochter von Isaac ben Simson ha-Kohen und Enkelin des bekannten Rabbi Löw aus Prag. Sie war außerdem die Großmutter des Jair Bacharach.  Ihre Brüder waren Chajim Cohen, Rabbiner in Posen, und Naphtali Cohen, Rabbiner in Lublin.
Als Tochter einer solch angesehenen rabbinischen Familie erwarb sie sich frühzeitig ein breites Wissen der hebräischen und rabbinischen Literatur und disputierte oft mit Rabbinern über Textstellen. Eine solche Gelehrsamkeit war zur damaligen Zeit für Frauen sehr ungewöhnlich.
Sie war verheiratet mit dem Wormser Rabbiner Abraham Samuel Bacharach. Nach dessen Tod im Jahr 1615 kehrte sie nach Prag zurück. Als ihr Sohn Samson 1650 das Rabbinat von Worms übernahm, begleitete sie ihn dorthin. 1651 unternahm sie eine Pilgerfahrt nach Palästina. Während dieser Reise starb sie 1652 in Sofia, wo sie mit großen Ehren begraben wurde.